# Kiernan Shipka

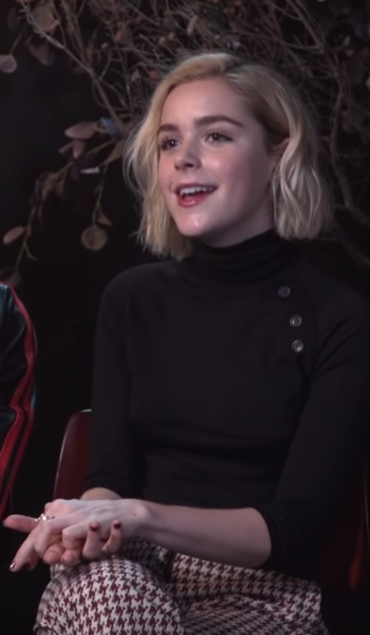
Kiernan Shipka (2018)

Kiernan Brennan Shipka (* 10. November 1999 in Chicago, Illinois) ist eine US-amerikanische Schauspielerin, die durch ihre Rolle der Sally Beth Draper in der Dramaserie Mad Men (2007–2015) zuerst bekannt wurde, bevor sie in Chilling Adventures of Sabrina (2018–2020) die Hauptrolle spielte.

## Leben und Karriere
Kiernan Shipka wurde im November 1999 in Chicago im US-Bundesstaat Illinois als Tochter von John Young Shipka und Erin Ann Brennan geboren. Ihre erste Rolle bekam sie im Alter von sechs Jahren im Fernsehfilm The Angriest Man in Suburbia. Ebenfalls 2006 war sie in zwei Episoden der Krimiserie Monk in verschiedenen Rollen zu sehen. 2007 folgten Gastauftritte in den Serien Einfach Cory!, MADtv, und Heroes. Im Jahr 2007 bekam sie auch die Rolle der Sally Beth Draper in der AMC-Serie Mad Men, für die sie 2009 und 2010 den Screen Actors Guild Award in der Kategorie Bestes Schauspielensemble in einer Dramaserie gewann. Ihr Leinwanddebüt gab Shipka 2008 in dem Film Lower Learning. 2009 spielte sie unter anderem im Abenteuerfilm Die fast vergessene Welt, der auf der Fernsehserie Im Land der Saurier aus den 1970ern basiert, und im Endzeit-Thriller Carriers. 2010 folgten Auftritte in den beiden Kurzfilmen Squeaky Clean und The Ryan and Randi Show sowie in der Actionkomödie Cats & Dogs: Die Rache der Kitty Kahlohr.
2011 war Shipka als Zoe Cole im Hallmark-Fernsehfilm Smooch an der Seite von Emmy-Preisträgerin Kellie Martin zu sehen. Von 2012 bis 2014 wirkte sie als Synchronsprecherin der Jinora in der von Nickelodeon produzierten Animationsserie Die Legende von Korra mit. Von 2018 bis 2020 spielte sie die Hauptrolle der Sabrina Spellman in der Serie Chilling Adventures of Sabrina. In dieser Rolle war sie nach dem Ende der eigentlichen Serie auch in zwei Folgen von Riverdale zu sehen. Weitere Film- und Fernsehrollen folgten.

## Filmografie (Auswahl)
- 2006: The Angriest Man in Suburbia (Fernsehfilm)
- 2006: Monk (Fernsehserie, 2 Episoden)
- 2007: Einfach Cory! (Cory in the House, Fernsehserie, Episode 1x11)
- 2007: MADtv (Fernsehserie, Episode 13x01)
- 2007: Heroes (Fernsehserie, Episode 2x08)
- 2007–2015: Mad Men (Fernsehserie, 64 Episoden)
- 2008: Lower Learning
- 2009: Housebroken – Daddy ist zurück (House Broken)
- 2009: Die fast vergessene Welt (Land of the Lost)
- 2009: Carriers
- 2010: Squeaky Clean (Kurzfilm)
- 2010: The Ryan and Randi Show (Kurzfilm)
- 2010: Cats & Dogs: Die Rache der Kitty Kahlohr (Cats & Dogs: The Revenge of Kitty Galore)
- 2011: Smooch (Fernsehfilm)
- 2012–2015: Die Legende von Korra (The Legend of Korra, Fernsehserie, 25 Episoden, Stimme von Jinora)
- 2013: Very Good Girls
- 2014: Flowers in the Attic – Blumen der Nacht (Flowers in the Attic, Fernsehfilm)
- 2015: Unbreakable Kimmy Schmidt (Fernsehserie, Episode 1x09)
- 2015: Fan Girl (Fernsehfilm)
- 2015: Die Tochter des Teufels (February)
- 2015: One and Two
- 2017: Feud (Fernsehserie, 5 Episoden)
- 2018–2020: Chilling Adventures of Sabrina (Fernsehserie, 36 Episoden)
- 2019: The Silence
- 2019: Tage wie diese (Let It Snow)
- 2021–2022: Riverdale (Fernsehserie, 2 Episoden)
- 2022: Swimming With Sharks (Fernsehserie, 6 Episoden)
- 2022: Wildflower
- 2023: The Other Two (Fernsehserie, Episode 3x05)
- 2023: White House Plumbers (Miniserie, 3 Episoden)
- 2023: Maximum Truth
- 2023: Totally Killer – Gefährliches Spiel mit der Zeit (Totally Killer)
- 2024: Longlegs
- 2024: Twisters
- 2024: The Last Showgirl
- 2024: Red One – Alarmstufe Weihnachten (Red One)
- 2024: Sweethearts

## Auszeichnungen und Nominierungen
- Screen Actors Guild Award
  - Gewonnen – Bestes Schauspielensemble in einer Dramaserie – Mad Men (2009)[5]
  - Gewonnen – Bestes Schauspielensemble in einer Dramaserie – Mad Men (2010)[6]
  - Nominiert – Bestes Schauspielensemble in einer Dramaserie – Mad Men (2011)[7]

- Young Artist Award
  - Nominiert – Beste Schauspielerin in einer wiederkehrenden Rolle in einer Fernsehserie – Mad Men (2009)[8]
  - Nominiert – Beste Nebendarstellerin in einem Spielfilm – Carriers (2010)[9]
  - Nominiert – Beste Schauspielerin in einem Kurzfilm – Squeaky Clean (2010)[9]
  - Nominiert – Beste Schauspielerin in einem Spielfilm (Zehn oder jünger) – Cats & Dogs: The Revenge of Kitty Galore (2011)[10]
  - Nominiert – Beste Nebendarstellerin in einer Fernsehserie – Mad Men (2011)[10]